# 高知の名産
高知の名産品一覧（こうちのめいさんひんいちらん）では、高知の名産品について説明する。

## 和菓子
饅頭
- エチオピア饅頭
- 柚子のしずく
- 都まん
- 夫婦饅頭（めおとまんじゅう）
- 土佐日記

羊羹
- 土佐の日曜市（水羊羹）
- 筏羊羹（中村名物）
- いも羊羹

その他
- けんぴ・芋けんぴ

## 洋菓子
- かんざし
- 泰作さん（あんこ入りパイ） 地元ではイラストの静止画のローカルCMが放映されている。
- 小夏ロール
- 土佐ジロール
- 仁井田米カステラ
- ミレービスケット
- ぼうしパン
- アイスクリン

## 料理
- かつお節
- かつおのたたき
- うつぼのたたき
- うつぼのすきやき
- うつぼの唐揚
- 皿鉢料理（さわちりょうり）
- みょうがてんぷら
- チキンナンバン
- 鍋焼きラーメン

調味料・付け合せ
- 酒盗
- 四万十の青海苔
- キングソース

## 魚
- 室戸無神経さば

## 野菜
- フルーツトマト
- シュガートマト
- スゥイートトマト
- 徳谷トマト
- 深層水ナス(龍馬ナス)

## 果物

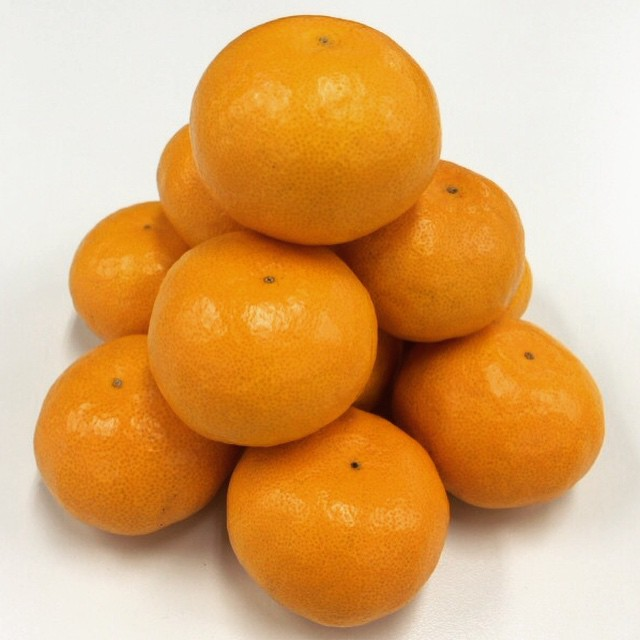
山北みかん

- 文旦（柑橘類）
- 小夏（柑橘類）
- ユズ（柑橘類）
- 山北みかん（柑橘類）
- 新高梨

## 飲み物
- 土佐鶴
- 室戸海洋深層水
- リープル
- ごっくん馬路村
- 十和茶
- 碁石茶
- 土佐茶